# Un plan de omor

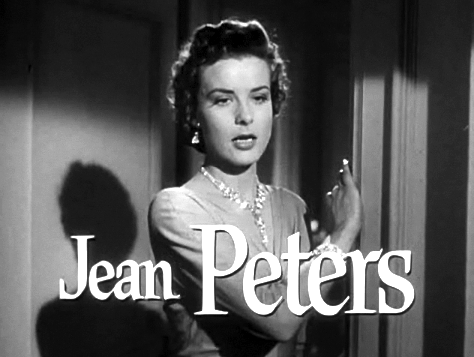
Jean Peters în Un plan de omor

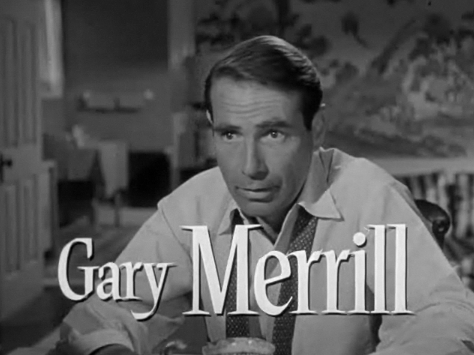
Gary Merrill în Un plan de omor

Un plan de omor (în engleză A Blueprint for Murder) este un film noir thriller scris și regizat de Andrew L. Stone și produs de Michael Abel. În rolurile principale au interpretat actorii Joseph Cotten, Jean Peters și Gary Merrill.
A avut premiera la 24 iulie 1953, fiind distribuit de 20th Century Fox. Coloana sonoră este compusă de Leigh Harline. 

## Rezumat
Whitney "Cam" Cameron (Joseph Cotten) ajunge la un spital pentru a fi alături de cumnata lui văduvă Lynne (Jean Peters), a cărei fiică vitregă Polly a murit în circumstanțe misterioase. Un medic nu poate determina cauza morții copilului.
Cameron are o mare afecțiune pentru tânărul său nepot Doug (Freddy Ridgeway). Începe să se teamă de viața băiatului când Maggie Sargent (Catherine McLeod), soția avocatului său, Fred (Gary Merrill), menționează că simptomele fetei moarte sună suspicioase ca și când ar fi fost otrăvită.
Fred dezvăluie că testamentul fratelui lui Cameron, care a murit de asemenea din cauze nespecificate, i-a dat toți banii băiatului. Lynne ar moșteni totul dacă i s-ar întâmpla ceva lui Doug.
Poliția, la îndemnul lui Cam și al avocatului său, deshumează trupul fetei. Se descoperă că a fost otrăvită cu stricnină și Lynne este adusă în judecată, unde un judecător respinge acuzațiile datorită lipsei de probe împotriva ei, chiar dacă există motivul. Cameron află de la un vânzător că există pastile pentru șobolani cu litera W pe ele care seamănă cu cele de aspirină de la farmacie.
Cam, disperat, nu se poate gândi la vreo modalitate de a-l păstra în siguranță pe Doug, mai ales după ce Lynne decide să-l ducă pe băiat în vacanță în Europa cel puțin un an. Cam îi surprinde când apare și el pe vaporul care traversează oceanului. Începe să se îndrăgostească de Lynne, dar în tot acest timp complotează s-o otrăvească.
El strecură o tabletă cu inscripția W din flaconul ei cu aspirină într-un cocktail. Lynne face eforturi mari pentru a-l pedepsi pe Cam pentru suspiciunile sale și pentru a demonstra că tableta nu conține altceva decât aspirină. Cam părăsește cabina ei, dar câteva minute mai târziu, viața lui Lynne este salvată de medicul navei, dovedind că într-adevăr aceasta posedă otravă. 
În scena de final, o instanță o condamnă pe Lynne la închisoare pe viață.

## Distribuție
Au interpretat actorii:
- Joseph Cotten - Whitney Cameron
- Jean Peters - Lynne Cameron
- Gary Merrill - Fred Sargent
- Catherine McLeod - Maggie Sargent
- Jack Kruschen - Det. Chief Hal Cole
- Barney Phillips - Det. Capt. Pringle
- Freddy Ridgeway - Doug